# Kulturfront (tidskrift)
Kulturfront var en tidskrift om ekonomi, politik och kultur. Den utgavs åren 1941-44, med redaktionsadress Stockholm. Redaktionen bestod av C.-H. Hermansson (ansv. utg.), Eskil Bergen, Mats Lindell och Harald Rubinstein. Övriga medarbetare var bland andra Erik Blomberg, Adolf Hallman, Josef Kjellgren, Sten Kruse, Arnold Ljungdahl, Victor Svanberg och John Takman. Kulturfront var en tidskrift som enligt programförklaringen i första numret utgavs "av en grupp intellektuella. Dess syfte är att samla och utgöra ett organ för olika grupper av antinazistiskt inställda".